# Quintinus (generaal)
Quintinus was een Romeinse generaal die in de 4e eeuw actief was tijdens het bewind van keizer Theodosius (378-395). Als meester van soldaten van de usurpator Magnus Maximus (383-388) leidde hij in 388 een expeditie over de Rijn tegen de Franken van Marcomer. Hij vroeg daarbij om hulp van generaal Nanninus, die dit echter weigerde. Quintinus werd in een hinderlaag gelokt en verslagen.